# Grecja na Zimowych Igrzyskach Olimpijskich 2006
Grecję na Zimowych Igrzyskach Olimpijskich 2006 reprezentowało 5 sportowców. Żaden z nich nie zdobył medalu.

## Wyniki

### Biathlon
Mężczyźni
- Stavros Christoforidis

Sprint – 84. miejsce
Bieg indywidualny – 88. miejsce

### Biegi narciarskie
Mężczyźni
- Lefteris Fafalis

Sprint – 29. miejsce
Kobiety
- Panagiota Tsakiri

Sprint – 66. miejsce

### Narciarstwo alpejskie
Mężczyźni
- Vasilios Dimitriadis

Gigant – DNF
Slalom – 23. miejsce
Kobiety
- Magdalini Kalomirou

Gigant – 39. miejsce
Slalom – DSQ